# Aleksanteri Saarvala
Aleksanteri Saarvala (9 aprile 1913 – 7 ottobre 1989) è stato un ginnasta finlandese.

## Palmarès

### Olimpiadi
- Oro a Berlino 1936 nella sbarra
- Oro a Londra 1948 nel concorso a squadre
- Bronzo a Berlino 1936 nel concorso a squadre